# Brian West (Fußballspieler)
Brian West (* 10. Juni 1978 in LaGrange, Troup County) ist ein US-amerikanischer Fußballspieler. Der Mittelfeldspieler der kam bereits für die US-Nationalmannschaft zum Einsatz.

## Leben
Brian West wurde durch das amerikanische Talentprogramm Project-40 entdeckt und kam 1996 durch das MLS Draft System in die Liga. 1998–2003 spielte er 132-mal (18 Tore) in der MLS für Columbus Crew. 2004 wechselte er nach Norwegen zu Fredrikstad FK und wurde sofort Stammspieler (53 Spiele/12 Tore). Seit 2000 ist er auch A-Nationalspieler der USA und kam bisher 7-mal zum Einsatz.

## Erfolge
- Norwegischer Pokalsieger: 2006

| Personendaten    | Personendaten                    |
| ---------------- | -------------------------------- |
| NAME             | West, Brian                      |
| KURZBESCHREIBUNG | US-amerikanischer Fußballspieler |
| GEBURTSDATUM     | 10. Juni 1978                    |
| GEBURTSORT       | LaGrange (Georgia)               |